# Crocodile de Nouvelle-Guinée
Crocodylus novaeguineae
Espèce
Statut de conservation UICN

 LC  : Préoccupation mineure
Statut CITES
Crocodylus novaeguineae, le Crocodile de Nouvelle-Guinée, est une espèce de crocodiliens de la famille des Crocodylidae. C'est une petite espèce de crocodile que l'on rencontre sur l'île de Nouvelle-Guinée qui comprend deux populations isolées géographiquement de crocodiles au nord et au sud de la chaîne de montagne qui traverse le centre de l'île. On a pendant un temps considéré qu'il y avait deux sous-espèces différentes, C. n. novaeguineae, en Papouasie Nouvelle-Guinée, et C. n. mindorensis, aux Philippines, mais ce dernier est maintenant considéré comme une espèce à part entière. Le Crocodile de Nouvelle-Guinée vit principalement dans les marais et lacs d'eau douce. Il est plus actif durant la nuit et se nourrit alors de poissons et de divers autres petits animaux. Une femelle crocodile pond ses œufs dans un nid fait de végétation et reste à proximité pour le défendre. Elle s'occupe brièvement de ses petits à leur naissance. Ce crocodile a été chassé intensément pour sa peau dans le milieu du XXe siècle, mais des mesures de sauvegarde ont depuis été mises en place et il est élevé dans des fermes d'élevage. Il est classé par l'International Union for Conservation of Nature (IUCN) comme étant de « préoccupation mineure ».

## Description
Le Crocodile de Nouvelle-Guinée peut atteindre une longueur de 3,5 m pour les mâles et 2,7 m pour les femelles, bien que la plupart des spécimens soient plus petits. La coloration du corps varie du gris au brun, avec des bandes plus sombres sur la queue et le corps qui deviennent moins nette au fur et à mesure que l'animal grandit. L'espèce se caractérise notamment par la présence d'arêtes longitudinales devant les yeux et celle d'écailles granulaires à l'arrière du cou, entre quatre grandes écailles. On observe quelques différences entre les populations du nord et du sud, notamment dans la morphologie du crâne et l'arrangement des écailles. Le museau est pointu et relativement étroit chez les jeunes avant de s'élargir quand l'animal grandit. Le Crocodile de Nouvelle-Guinée présente des ressemblances avec le Crocodile des Philippines (C. mindorensis) et le Crocodile du Siam (C. siamensis). Sa coloration est similaire au Crocodile de Johnston (Crocodylus johnsoni) du nord de l'Australie, mais son museau est plus court et plus large que celui de ce dernier,.

## Biologie et écologie

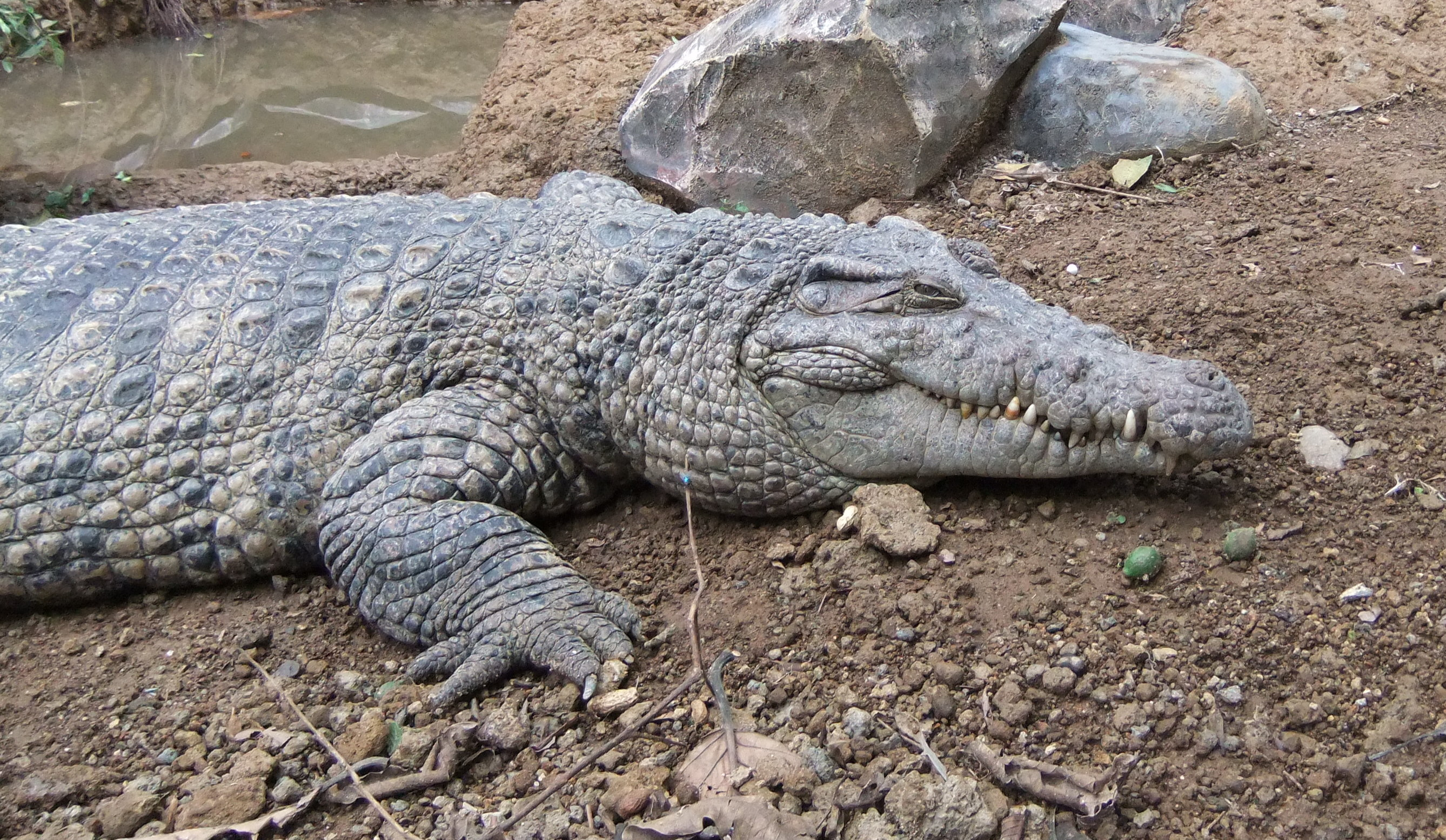
Crocodile de Nouvelle-Guinée au zoo de Bandung, Indonésie

Les Crocodiles de Nouvelle-Guinée ont une vie principalement aquatique et sont largement nocturnes. Ils passent la plupart de la journée sous l'eau, ne laissant dépasser à la surface que leurs narines et leurs yeux. Les mouvements latéraux puissants de leur queue leur permettent de se propulser dans cet élément, et ils utilisent aussi bien leur queue que leurs pattes pour se diriger. Quand ils sont sur la terre ferme, il préfère les zones ombragées à la végétation dense. Il leur arrive fréquemment de se réchauffer au soleil en groupe durant la journée, puis ils se dispersent à la tombée de la nuit pour aller à la recherche de nourriture.
Les femelles, ovipares, deviennent matures lorsqu'elles atteignent une longueur de 1,6 à 2 m, et les mâles lorsqu'ils mesurent environ 2,5 m de long. Les œufs sont pondus environ 14 jours après l'accouplement. Dans la population du nord de l'île, la reproduction se tient durant la saison sèche, d'août à octobre. Un nid flottant fait à partir de végétation est bâti dans des eaux peu profondes, comme sur le bord d'un lac, dans un méandre ou dans un petit ruisseau. La ponte comprend entre 22 et 45 œufs et est couverte de végétation. Dans la population du sud de l'île, c'est la saison humide qui est choisie pour la reproduction. Le nid est bâti dans des lieux similaires à ceux de la population septentrionale, bien qu'on le rencontre parfois sur la terre ferme, et que les œufs sont moins nombreux et un peu plus grands. Dans les deux populations, la mère reste à côté du nid durant l'incubation, qui dure environ 80 jours. Lorsque les jeunes éclosent, ils sont déjà capables d'émettre des cris, et les parents, mâle comme femelle, ont été observés transportant leur progéniture vers les eaux libres en les portant délicatement dans leur gueule,.
Les crocodiles juste éclos se nourrissent d'insectes, d'araignées, de têtards, d'escargots d'eau douce, de grenouilles, de poissons et de petits mammifères. Au fur et à mesure qu'ils grandissent, la taille des proies qu'ils attrapent augmente et leur consommation de poissons s'accroit, mais ils continuent à manger tout ce qu'ils rencontrent et dont la taille est convenable. Le régime alimentaire de l'adulte est composé en grande majorité de poissons, attrapés en une attaque rapide en balayant la gueule d'un côté à l'autre, mais inclut également des crevettes, des crabes, des grenouilles, des serpents, des oiseaux et des mammifères de taille moyenne. Le crocodile attrape ses proies en donnant un petit coup de tête et les empalant avec ses dents aiguisées, puis les écrasant avec ses puissantes mâchoires. Les mâchoires des crocodiles ne peuvent pas aller d'un côté à l'autre pour mâcher la nourriture ; à la place le crocodile lève la tête pour envoyer sa proie dans le fond de sa gueule et l'avale entière. Ce crocodile est particulièrement agile et peut sauter hors de l'eau pour attraper des chauve-souris ou des oiseaux. Il peut également sonder la vase au fond de la rivière ou du marais avec sa gueule à la recherche de crabes ou de mollusques.
Les adultes et les jeunes crocodiles emploient une variété de vocalisations. Une femelle adulte peut produire un grognement guttural quand elle est approchée par un autre adulte. Les jeunes commencent à communiquer entre eux alors qu'ils sont encore dans l'œuf, ce qui pourrait contribuer à synchroniser l'éclosion. Les jeunes juste éclos utilisent différents cris et grognements. Quand il est alerté par un danger, un cri d'alerte émis par un jeune crocodile va provoquer le plongeon de tous les autres au fond de l'eau. Dans les fermes d'élevage, le cri de détresse d'un jeune cause généralement une agitation particulière chez les animaux plus gros, qui se précipitent auprès du jeunes, ou frappent leur tête contre la surface de l'eau.

## Distribution et habitat

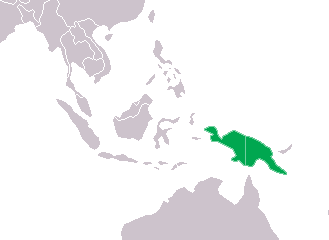
Distribution

Ce crocodile vit dans les marais et lacs d'eau douce de Nouvelle-Guinée, principalement à l'intérieur des terres. Il peut parfois pénétrer dans les eaux saumâtres comme celles de l'estuaire du fleuve Fly, mais demeure très rare sur les côtes, et on ne le trouve jamais en présence du Crocodile marin (C. porosus),. L'animal a été décrit la première fois dans la région du fleuve Sepik dans le nord de la Papouasie Nouvelle-Guinée. Une population distincte est découverte ensuite dans la partie sud de l'île, avec une aire de répartition s'étendant du sud-est de la Papouasie-Nouvelle-Guinée aux provinces indonésiennes de Nouvelle-Guinée occidentale et Papouasie occidentale. Cette population est séparée de celle du nord de l'île par la chaîne montagneuse qui traverse l'île en son centre,. L'analyse ADN a dévoilé que ces deux populations étaient génétiquement distinctes. On estime qu'il y a entre 50 000 et 100 000 crocodiles de Nouvelle-Guinée dans la nature.

## Taxonomie et étymologie
Le Crocodile de Nouvelle-Guinée a été décrit pour la première fois par l'herpétologiste américain Karl Patterson Schmidt en 1928 comme Crocodylus novaeguineae. On a longtemps pensé qu'il y avait deux sous-espèces de ce crocodile, C. n. novaeguineae, le Crocodile de Nouvelle-Guinée endémique à la Papouasie Nouvelle-Guinée, et C. n. mindorensis, le Crocodile des Philippines, que l'on trouve dans plusieurs îles comme celles de Busuanga, Luzon, Masbate, Mindoro, Negros, Samar et Mindanao. La plupart des scientifiques considèrent aujourd'hui que ce dernier constitue une espèce distincte. En fait, le séquençage de l'ADN réalisé en 2011 a montré que le Crocodile des Philippines était paraphylétique en regard du Crocodile de Nouvelle-Guinée, et que ce dernier constituait une population au sein du Crocodile des Philippines.
Le nom générique Crocodylus vient du grec kroko qui signifie « caillou » et deilos, signifiant « ver », ce qui fait référence à l'apparence noueuse du dos de ce reptile. L'épithète spécifique novaeguineae vient du latin et signifie « de Nouvelle-Guinée ». Ce crocodile dispose également de dénominations locales comme Puk Puk, Buaya air tawar et Wahne huala.

### Phylogénie
Le cladogramme ci-dessous suit la phénologie d'une analyse des séquences d'ADN mitochondrial réalisée en 2011 par Robert W. Meredith, Evon R. Hekkala, George Amato et John Gatesy.
|  | C. porosus                                                    |
|  |                                                               |
|  | \| \| C. palustris \| \| \| \| \| \| C. siamensis \| \| \| \| |
|  |                                                               |
|  | C. palustris                                                  |
|  |                                                               |
|  | C. siamensis                                                  |
|  |                                                               |

|  | C. palustris |
|  |              |
|  | C. siamensis |
|  |              |

|  | C. johnsoni                                                        |
|  |                                                                    |
|  | \| \| C. novaeguineae \| \| \| \| \| \| C. mindorensis \| \| \| \| |
|  |                                                                    |
|  | C. novaeguineae                                                    |
|  |                                                                    |
|  | C. mindorensis                                                     |
|  |                                                                    |

|  | C. novaeguineae |
|  |                 |
|  | C. mindorensis  |
|  |                 |

|  | C. porosus                                                    |
|  |                                                               |
|  | \| \| C. palustris \| \| \| \| \| \| C. siamensis \| \| \| \| |
|  |                                                               |
|  | C. palustris                                                  |
|  |                                                               |
|  | C. siamensis                                                  |
|  |                                                               |

|  | C. palustris |
|  |              |
|  | C. siamensis |
|  |              |

|  | C. johnsoni                                                        |
|  |                                                                    |
|  | \| \| C. novaeguineae \| \| \| \| \| \| C. mindorensis \| \| \| \| |
|  |                                                                    |
|  | C. novaeguineae                                                    |
|  |                                                                    |
|  | C. mindorensis                                                     |
|  |                                                                    |

|  | C. novaeguineae |
|  |                 |
|  | C. mindorensis  |
|  |                 |

|  | C. moreletii                                                 |
|  |                                                              |
|  | \| \| C. acutus \| \| \| \| \| \| C. intermedius \| \| \| \| |
|  |                                                              |
|  | C. acutus                                                    |
|  |                                                              |
|  | C. intermedius                                               |
|  |                                                              |

|  | C. acutus      |
|  |                |
|  | C. intermedius |
|  |                |

|  | C. moreletii                                                 |
|  |                                                              |
|  | \| \| C. acutus \| \| \| \| \| \| C. intermedius \| \| \| \| |
|  |                                                              |
|  | C. acutus                                                    |
|  |                                                              |
|  | C. intermedius                                               |
|  |                                                              |

|  | C. acutus      |
|  |                |
|  | C. intermedius |
|  |                |

|  | C. moreletii                                                 |
|  |                                                              |
|  | \| \| C. acutus \| \| \| \| \| \| C. intermedius \| \| \| \| |
|  |                                                              |
|  | C. acutus                                                    |
|  |                                                              |
|  | C. intermedius                                               |
|  |                                                              |

|  | C. acutus      |
|  |                |
|  | C. intermedius |
|  |                |

|  | C. moreletii                                                 |
|  |                                                              |
|  | \| \| C. acutus \| \| \| \| \| \| C. intermedius \| \| \| \| |
|  |                                                              |
|  | C. acutus                                                    |
|  |                                                              |
|  | C. intermedius                                               |
|  |                                                              |

|  | C. acutus      |
|  |                |
|  | C. intermedius |
|  |                |

|  | C. moreletii                                                 |
|  |                                                              |
|  | \| \| C. acutus \| \| \| \| \| \| C. intermedius \| \| \| \| |
|  |                                                              |
|  | C. acutus                                                    |
|  |                                                              |
|  | C. intermedius                                               |
|  |                                                              |

|  | C. acutus      |
|  |                |
|  | C. intermedius |
|  |                |

|  | C. moreletii                                                 |
|  |                                                              |
|  | \| \| C. acutus \| \| \| \| \| \| C. intermedius \| \| \| \| |
|  |                                                              |
|  | C. acutus                                                    |
|  |                                                              |
|  | C. intermedius                                               |
|  |                                                              |

|  | C. acutus      |
|  |                |
|  | C. intermedius |
|  |                |

|  | C. moreletii                                                 |
|  |                                                              |
|  | \| \| C. acutus \| \| \| \| \| \| C. intermedius \| \| \| \| |
|  |                                                              |
|  | C. acutus                                                    |
|  |                                                              |
|  | C. intermedius                                               |
|  |                                                              |

|  | C. acutus      |
|  |                |
|  | C. intermedius |
|  |                |

|  | C. moreletii                                                 |
|  |                                                              |
|  | \| \| C. acutus \| \| \| \| \| \| C. intermedius \| \| \| \| |
|  |                                                              |
|  | C. acutus                                                    |
|  |                                                              |
|  | C. intermedius                                               |
|  |                                                              |

|  | C. acutus      |
|  |                |
|  | C. intermedius |
|  |                |

|  | C. porosus                                                    |
|  |                                                               |
|  | \| \| C. palustris \| \| \| \| \| \| C. siamensis \| \| \| \| |
|  |                                                               |
|  | C. palustris                                                  |
|  |                                                               |
|  | C. siamensis                                                  |
|  |                                                               |

|  | C. palustris |
|  |              |
|  | C. siamensis |
|  |              |

|  | C. johnsoni                                                        |
|  |                                                                    |
|  | \| \| C. novaeguineae \| \| \| \| \| \| C. mindorensis \| \| \| \| |
|  |                                                                    |
|  | C. novaeguineae                                                    |
|  |                                                                    |
|  | C. mindorensis                                                     |
|  |                                                                    |

|  | C. novaeguineae |
|  |                 |
|  | C. mindorensis  |
|  |                 |

|  | C. porosus                                                    |
|  |                                                               |
|  | \| \| C. palustris \| \| \| \| \| \| C. siamensis \| \| \| \| |
|  |                                                               |
|  | C. palustris                                                  |
|  |                                                               |
|  | C. siamensis                                                  |
|  |                                                               |

|  | C. palustris |
|  |              |
|  | C. siamensis |
|  |              |

|  | C. johnsoni                                                        |
|  |                                                                    |
|  | \| \| C. novaeguineae \| \| \| \| \| \| C. mindorensis \| \| \| \| |
|  |                                                                    |
|  | C. novaeguineae                                                    |
|  |                                                                    |
|  | C. mindorensis                                                     |
|  |                                                                    |

|  | C. novaeguineae |
|  |                 |
|  | C. mindorensis  |
|  |                 |

|  | C. moreletii                                                 |
|  |                                                              |
|  | \| \| C. acutus \| \| \| \| \| \| C. intermedius \| \| \| \| |
|  |                                                              |
|  | C. acutus                                                    |
|  |                                                              |
|  | C. intermedius                                               |
|  |                                                              |

|  | C. acutus      |
|  |                |
|  | C. intermedius |
|  |                |

|  | C. moreletii                                                 |
|  |                                                              |
|  | \| \| C. acutus \| \| \| \| \| \| C. intermedius \| \| \| \| |
|  |                                                              |
|  | C. acutus                                                    |
|  |                                                              |
|  | C. intermedius                                               |
|  |                                                              |

|  | C. acutus      |
|  |                |
|  | C. intermedius |
|  |                |

|  | C. moreletii                                                 |
|  |                                                              |
|  | \| \| C. acutus \| \| \| \| \| \| C. intermedius \| \| \| \| |
|  |                                                              |
|  | C. acutus                                                    |
|  |                                                              |
|  | C. intermedius                                               |
|  |                                                              |

|  | C. acutus      |
|  |                |
|  | C. intermedius |
|  |                |

|  | C. moreletii                                                 |
|  |                                                              |
|  | \| \| C. acutus \| \| \| \| \| \| C. intermedius \| \| \| \| |
|  |                                                              |
|  | C. acutus                                                    |
|  |                                                              |
|  | C. intermedius                                               |
|  |                                                              |

|  | C. acutus      |
|  |                |
|  | C. intermedius |
|  |                |

|  | C. moreletii                                                 |
|  |                                                              |
|  | \| \| C. acutus \| \| \| \| \| \| C. intermedius \| \| \| \| |
|  |                                                              |
|  | C. acutus                                                    |
|  |                                                              |
|  | C. intermedius                                               |
|  |                                                              |

|  | C. acutus      |
|  |                |
|  | C. intermedius |
|  |                |

|  | C. moreletii                                                 |
|  |                                                              |
|  | \| \| C. acutus \| \| \| \| \| \| C. intermedius \| \| \| \| |
|  |                                                              |
|  | C. acutus                                                    |
|  |                                                              |
|  | C. intermedius                                               |
|  |                                                              |

|  | C. acutus      |
|  |                |
|  | C. intermedius |
|  |                |

|  | C. moreletii                                                 |
|  |                                                              |
|  | \| \| C. acutus \| \| \| \| \| \| C. intermedius \| \| \| \| |
|  |                                                              |
|  | C. acutus                                                    |
|  |                                                              |
|  | C. intermedius                                               |
|  |                                                              |

|  | C. acutus      |
|  |                |
|  | C. intermedius |
|  |                |

|  | C. moreletii                                                 |
|  |                                                              |
|  | \| \| C. acutus \| \| \| \| \| \| C. intermedius \| \| \| \| |
|  |                                                              |
|  | C. acutus                                                    |
|  |                                                              |
|  | C. intermedius                                               |
|  |                                                              |

|  | C. acutus      |
|  |                |
|  | C. intermedius |
|  |                |

## Statut et sauvegarde

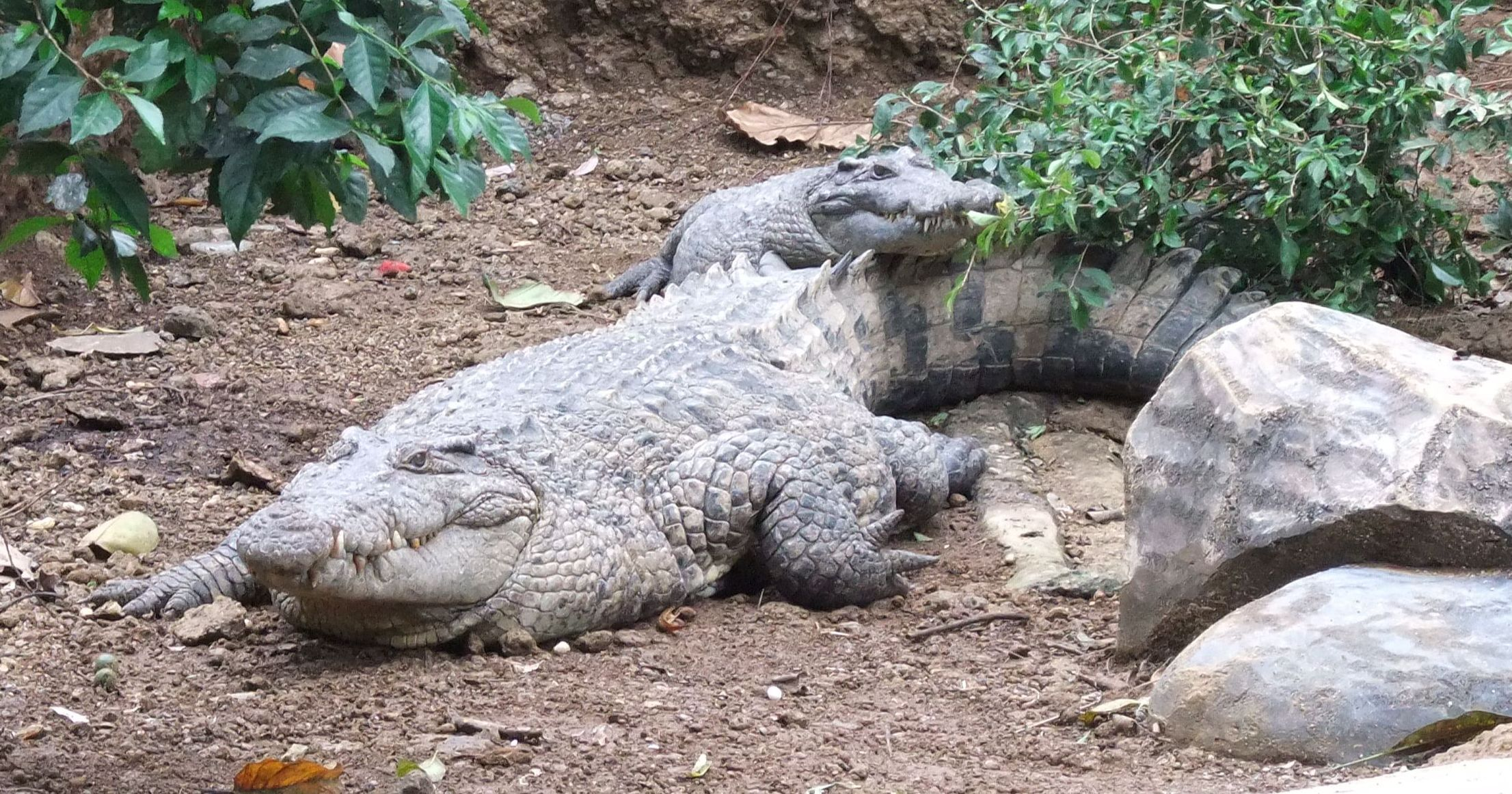
Crocodile de Nouvelle-Guinée au zoo de Bandung.

L'UICN classait ce crocodile comme étant « vulnérable » dans sa liste rouge des espèces menacées en 1986 et 1988, mais a modifié sa classification en « préoccupation mineure » en 1996. À ce moment cette espèce semblait disposer d'une vaste région d'habitats lui convenant, et sa population était nombreuse. Son statut n'a pas été revu depuis. Il est inclus dans l'Annexe II de la Convention on International Trade in Endangered Species of Wild Fauna and Flora (CITES),.
La peau du Crocodile de Nouvelle-Guinée a une grande valeur pour l'industrie du cuir et dans les années 1950 et 1960 les animaux des populations du nord de l'île ont été chassés de manière intensive au point de presque s'éteindre. Vers 1970, une législation est mise en place et ces crocodiles sont protégés. Entre 1977 et 1980, la récolte de peaux dans la nature s'élevait à plus de 20 000 par an mais dans les années 1980 ce chiffre déclina à entre 12 000 et 20 000. Par ailleurs, entre 2 500 et 10 000 œufs et jeunes crocodiles étaient collectés chaque année pour être élevés dans des fermes d'élevage. Toutefois, en 1995, les plus grandes fermes de l'île initient un changement de stratégie et se concentrent désormais sur l'élevage du Crocodile marin, et la demande en œufs et jeunes Crocodiles de Nouvelle-Guinée se réduit très nettement. Depuis, la récolte d'animaux sauvages est strictement contrôlée en Indonésie comme en Papouasie Nouvelle-Guinée. Dans le premier pays elle est limitée à des animaux dont la largeur du ventre est compris entre 25 et 51 cm pour des peaux fraîches, et dans le second à des peaux tannées dont la largeur du ventre est comprise entre 18 et 51 cm. Quelques œufs et jeunes juste éclos sont toujours capturés dans les nids et élevés dans des enclos, et cette pratique s'est récemment répandue également dans la population du sud de l'île.

## Publication originale
- Schmidt, 1928 : A new crocodile from New Guinea. Zoological Series of Field Museum of Natural History, vol. 12, n. 14, p. 175-181 (texte intégral)